# Michail Petrowitsch Kirponos

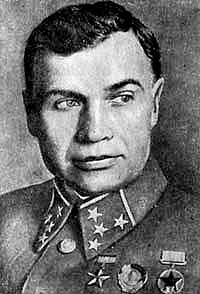
Generaloberst M. P. Kirponos

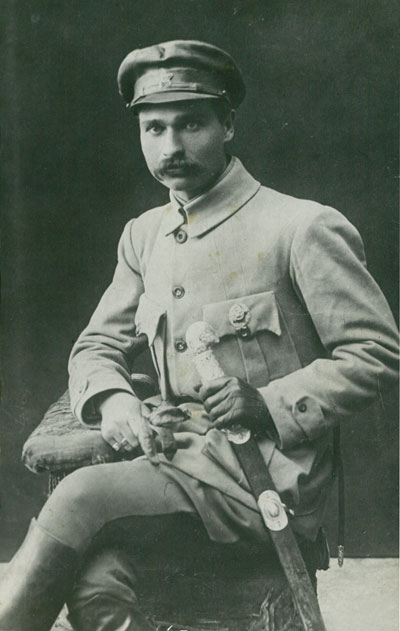
Kirponos 1919

Michail Petrowitsch Kirponos (russisch Михаил Петрович Кирпонос, wiss. Transliteration Michail Petrovič Kirponos; * 9. Januarjul. / 21. Januar 1892greg. in Wertijewka bei Neschin, Gouvernement Kiew, Russisches Kaiserreich; heute Oblast Tschernihiw, Ukraine; † 20. September 1941 in Schumeikowo bei Lochwiza, Ukraine) war ein Offizier der sowjetischen Roten Armee ukrainischer Abstammung.

## Leben
Seit 1915 Soldat im Ersten Weltkrieg, absolvierte Kirponos eine Ausbildung zum Feldscher. Im August 1917 wurde er an der rumänischen Front  zum Vertreter eines revolutionären Regimentskomitees in der 5. Infanteriedivision gewählt und wurde im November zum Vorsitzenden des Komitees des 26. Schützenkorps. Nach der Oktoberrevolution trat er in die Rote Armee ein, mit der er am Russischen Bürgerkrieg in der Ukraine teilnahm. 1918 trat er außerdem in die Kommunistische Partei Russlands ein. Im Dezember 1919 wurde er zum Bataillonskommandeur befördert und wurde später Chef des Stabes, dann Stellvertretender Kommandeur und schließlich Kommandeur des 22. Ukrainischen Räte-Regiments.
Nach dem Bürgerkrieg diente Kirponos als stellvertretender Leiter einer Militärschule und danach als Chef des Stabes der 5. Perekop Schützendivision. Er absolvierte 1927 die Militärakademie „M.W. Frunse“ und wurde daraufhin Leiter der Militärschule in Kasan.
1938 erhielt er die Jubiläumsmedaille „XX Jahre Rote Arbeiter-und-Bauern-Armee“, für seine Leistungen als Kommandeur der 70. Schützen-Division im Finnischen Winterkrieg wurde er am 21. März 1940 als Held der Sowjetunion (Nr. 91) ausgezeichnet.
Er erhielt im April 1940 das Kommando über das XXXXIX. Schützenkorps, im Juni 1940 wurde er Kommandeur des Leningrader Militärbezirks,  bevor er im Februar 1941 zum Kommandeur des Besonderen Kiewer Militärbezirk ernannt wurde, aus dem beim deutschen Überfall auf die Sowjetunion die Südwestfront hervorging.
Im Gegensatz zu Armeegeneral Pawlow, dem Oberkommandierenden der Westfront, glaubte Kirponos den Berichten deutscher Überläufer über den bevorstehenden Angriff und hatte seine Truppen rechtzeitig in Alarmbereitschaft versetzt. Er setzte sich auch mit Stalin in Verbindung, als er von den Überläufern erfuhr, dass deutsche Truppen schon über den Bug übersetzten und eine Invasion vorbereiteten.
In Moskau wurde sein vom militärischen Standpunkt aus sinnvoller Vorschlag zur Evakuierung der Bevölkerung wie auch der Verstärkung von Grenzsicherungen als Provokation des Deutschen Reiches angesehen, die man nicht machen könne, weil man dann einen Vorwand für den Kriegsbeginn geben würde. Für die Ablehnung waren somit politische Erwägungen, nicht sachlich militärische maßgebend.
Seine Einheiten hatte er zudem geschickt gestaffelt, und diese wurden von ihm beweglich geführt. Dem Durchbruch der Panzergruppe 1 (Kleist) schickte er sofort eigene Panzer entgegen. So gelang es ihm, den deutschen Vormarsch einige Zeit zumindest zu verlangsamen.
Er führte das Kommando der sowjetischen Südwestfront bei Panzerschlacht bei Dubno-Luzk-Riwne vom 23. bis zum 29. Juni 1941. Kirponos Gegenangriff auf die vorrückenden deutschen Truppen mit 2803 sowjetischen Panzern (sechs mechanisierte Korps) gegen 728 deutsche (fünf Panzer-Divisionen) blieb erfolglos und führte sogar zum Verlust eines Großteils der Panzer. Nach der Panzerschlacht bei Prochorowka im Rahmen von Unternehmen Zitadelle im Jahre 1943 war die Schlacht bei Dubno-Luzk-Riwne die zweitgrößte Panzerschlacht des Zweiten Weltkriegs.
Stalins Befehl „stehen, halten und notfalls sterben“ führte schließlich zur Einkesselung seiner Truppen in der Schlacht um Kiew. Am 20. September 1941 wurde das Hauptquartier der Front selbst überraschend in ein Gefecht mit deutschen Truppen verwickelt. Kirponos leitete die Kämpfe von einem Waldrand aus, wo er bald verwundet wurde. Kurze Zeit später erlitt er eine tödliche Verletzung durch einen Granatsplitter, an der er zwei Minuten später starb.
Vor seinem Tod traf er noch mit Generalleutnant Rokossowski zusammen, der unter ihm ein Korps im Kiewer Militärbezirk übernommen hatte, wie dessen Buch Soldatenpflicht zu entnehmen ist.

## Ehrungen
In Kiew gibt es ein Kirponos-Monument. Im Oktober 2023 wurde dieses Denkmal des „Bolschewisten Mychajlo Kirponos“ entfernt.